# Кульчицька-Пожарнюк Стефанія Василівна
Стефанія Кульчицька-Пожарнюк — майстриня декоративно-ужиткового мистецтва.

## Біографія
- Народилася 13 січня 1912 року в с. Великі Чорнокінці, Чортківського району, Тернопільської області.
- У 1987 році стала заслуженим майстром народної творчості УРСР. Навчалася у хутряно−кушнірній майстерні.

## Робота
- Працювала у Львові у приватній кравецькій майстерні, а також в салонах Львова. У 1950 році викладала швейну справу та художню вишивку на вищих курсах прикладного мистецтва при Будинку культури працівників зв'язку та Будинку вчителя. Пізніше викладала малювання, креслення та швейну справу в школі[1].

## Виставки
- З 1962 року учасниця республіканських та закордонних виставок.
- 1970 рік — персональна виставка в Львові.
- 1972 рік — в Івано-Франківську.
- 1973 рік — у Києві.